# ダイレクトメール

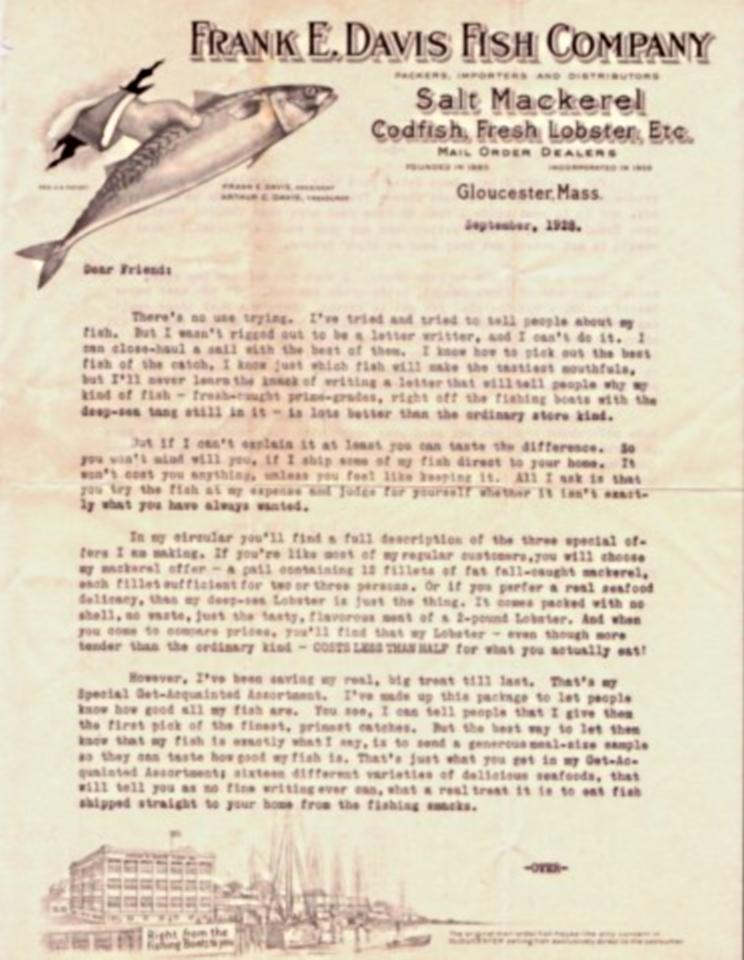
1928年のFrank E. Davis Fish Companyによる魚とシーフードを宣伝したマーケティングレター

ダイレクトメール（英語: Direct Mail; DM）とは、個々人あるいは法人宛に商品案内やカタログを送付する方法による宣伝 (販促) 手段、あるいは営業支援の仕組みである。DMと省略して表現されることが多い。

## 概要
ダイレクトメールは、主に過去に利用したことのある小売店や、入会しているクレジットカード会社などの顧客情報のデータベースから購入頻度などの属性で抽出され、郵便やメール便などを利用して届けられる。これによって届くものの形態は、紙一枚の葉書やチラシ程度のものから、封書・大判封筒・パンフレット様のもの、さらには雑誌や書籍ほどのボリュームとなっているものまで様々である。
法人向けの場合はセールス活動の一環として位置づけられることが多い。
ダイレクトマーケティングの理論に基づくと良いとされており、時系列な展開、顧客との継続的な関係作りに良いとされている。またそのためには、テストを繰り返し、顧客データベースを駆使する。レスポンスを獲得するためのクリエイティブ制作が行われる。
これらは商品やサービスの宣伝であるが、通信販売では定期的にカタログが最新のものとして送られて来て、消費者はこれを見て商品やサービスを購入することが出来る。また、これら通信販売の楽しみ方として、定期的に送られてくるカタログを眺めることを趣味とするなど、一種のマスメディアとしての機能も持ち、通信販売会社側では読まれたらすぐに捨てられるカタログではなく、一種の雑誌として編集、情報価値をもたせるケースも見られる。特に通信販売におけるカタログ販売では、ダイレクトメールとして直接顧客の手元に届けられるだけではなく、一般の書店でもカタログを販売、購入希望者を募っている。
なお、全く面識のない企業から送付されてくるものもあり、この場合は受け取り手の都合を考えない傍迷惑な宣伝とみなされ、そのまま捨てられる傾向も強まる。こちらでは「面識が無い」という点で消費者の不快感や不安を煽る傾向も見られ、またファクシミリを利用しての「FAX DM」では一方的に送りつけられる広告の中に、闇金融のものと見られるチラシまで見受けられるなど、これにまつわる社会問題まで発生している。これらの送付先の個人情報は、いわゆる「名簿業者（名簿屋とも）」が保有している情報がほとんどである。
ただし、個人情報保護法以降この手のものは減少しており、多くの名簿業者は廃業あるいは転業しており、現在では企業の顧客データベースに基づくものが主流である。

### ダイレクトマーケティングとの関わり
インターネットが出現するまで、ダイレクトメールは特定の顧客へ直接アプローチ出来る唯一のメディアであったという経緯から、ダイレクトメールの効果をよりあげていく方法としてダイレクトマーケティングが存在したが、今日においてはインターネットも直接顧客へアプローチが出来るため、ダイレクトメールがダイレクトマーケティングを採用するのが良い、とされている。
ダイレクトメール計画にダイレクトマーケティングを採用することにより、リスト、オファー、タイミング、クリエイティブの適切な配置が可能となるだけでなく、事業構造として、中長期計画の計画として、不測事態対応として、正確な効果測定の手段として、活用していくことが出来る。

### インターネットマーケティングへの応用
「フィリップ・コトラーは1972年の古典的な論文の中で、マーケティングとは、市場に向けて価値を創造し提供することにより、望ましいレスポンスを生み出そうとする行為である、とも述べている」。当時はインターネットは普及していないのでレスポンスを獲得するための中心メディアはダイレクトメールとなる（レスポンス獲得には実際にはマスメディアも多用することも指摘している）。インターネットマーケティングにおけるウェブ・チェーンはクローズド・ループ・マーケティングそのものでもあり、ダイレクトメールの方法そのものである。ダイレクトメールの方法から多くがインターネットマーケティングへの応用されている。

## ダイレクトメールの定義

### DMのタイプ
アメリカのDM研究家ヘンリー・ホークによれば、情報、説得、想起、実用の4つのタイプに分かれ、必ずしも即効的なDMだけではない。
- 情報DM ‐即座に注文が来ることは想定しない。
- 説得DM ‐注文、問合せといった行動を促すことを目的とする。
- 想起DM ‐特定のイメージや名称を定着させることを目的としたもの。
- 実用DM ‐郵便本来が持つ、「連絡を取る」ことを目的としたもの。

### DMの機能
アメリカのDM研究家ヘンリー・ホークによれば、DMには6つの機能がある。
1. より効果的な、パーソナルな関係を作り出す（＝セールスマンの支援）
2. 見込客を目的の場所に連れていく（＝小売店などの支援）
3. PR（パブリック・リレーションズ）やイメージの向上（＝顧客との関係づくり）
4. 郵便によって現実の注文を取る（＝メール・オーダー）
5. 見込客の行動を確保する（＝資料請求）
6. リサーチ及び市場調査

## 日本国内におけるDMの種類
郵便制度そのものが長く国家の事業・制度であったため、現在においても郵便事業株式会社による分類によるところが大きい。郵便制度の自由化によって新たな参入も登場してきたもの、現在でも郵便と呼称出来るのは郵便事業株式会社のみであり、独占事業であることから、同社サービス（旧郵便制度）を基準にせざるを得ない。
- 第1種（定型・定型外郵便 定形・定形外郵便物のサイズ・重さについて）、あるいは第2種（はがき はがきの種類）
- 広告郵便 - 郵便局に広告郵便物扱いの申請を出し、割引の適用を受けるもの。
- ゆうメール - 旧冊子小包、競合他社のメール便に対抗して作られたサービス。
- メール便 - ヤマト運輸のクロネコDM便、佐川急便の飛脚メール便など。

## 取得支援会社
法人がダイレクトメールの発送を行う際には、直接運送キャリアへ依頼するのではなく、大量発送ボリュームで発送料金を下げるコンサルティングを行うDM発送代行業者に委託するケースが一般的である。
各社サービス価格には差がある。
シェアを取る主なDM発送代行会社
・株式会社ユーピーエフ
・株式会社日経BP社
・株式会社アドダイセン
・株式会社アテナ

## 最近の傾向
顧客データによって異なる情報を印刷するバリアブル印刷（オンデマンド印刷とも言う）、インターネットとの連携などが増えている。背後にはデータベースに基づくテクノロジーを必要としており例年手法の高度化が見られる。また、単発ではなく、その後の反応によってメッセージを変えていくクロスメディア的な展開も増えている。一方で手紙としての機能を徹底追及しているものもある。

### バリアブル印刷とDM
顧客データベースを元に、顧客の購買傾向、嗜好に合わせたメッセージの展開を行う。ダイレクトメールは手紙が基本だと言われているため、元来は一人一人に異なるメッセージを送るのが理想とされていた。ところが実際には大量に送る。これをコンピュータの技術を加味して可変情報を送る。なお、この可変情報を送るには顧客分析が必要である。

### インターネットとDM
1. 印刷物であるDMにQRコードやデジマークといった物を印刷することにより、携帯電話コンテンツにアクセスすることが出来る。印刷物を通じて、動画やインターネット上のコンテンツを伝えることが出来る。
2. レスポンスの方法としてインターネットや携帯電話を使うこともある。
3. インターネット企業がDMをするようになってきた。

### クロスメディア展開とDM
顧客の反応の把握しながら、複数回のアプローチを行う。
＜例＞
1. 1回目は定型外の封筒で送り、2回目は定型サイズで送る、あるいはその逆を行って商品の理解を深めてもらう。
2. 毎月あるいは定期的にカタログを送付する。その際、途中に挨拶状やアンケートなどを送る。
3. 1回目はDMのみで関係、2回目はインターネットへ誘導、3回目はDVD付のDMを送るなど。

### 広告費に占める割合
広告費に占める割合は大きなものとなっており4000億円程度（ただしこれには制作費、印刷費、データベース運営費、フルフィルメント費用等は含まれていない）

### 全日本DM大賞
全日本DM大賞は、広告戦略としてのDM（ダイレクトメール）作品を評価する日本最大の賞。戦略性、クリエイティブ、効果の3つの側面から評価がなされ、ダイレクトメールの最新の傾向が分かる。

#### 主催
- 第1回～第21回までは社団法人日本ダイレクト・メール協会の主催であった。
- 第22回以降は主催・郵便事業株式会社、協賛・株式会社宣伝会議、社団法人日本印刷産業連合会、社団法人日本ダイレクト・メール協会、社団法人日本マーケティング協会、東京コピーライターズクラブ、NPO法人ダイレクトメール推進協議会

#### 審査手順
毎年約700点前後の応募があり、一次審査を経て、最終審査に持ち込まれる。最終審査に残るのは約50点程度である。その中から更に、金賞グランプリ1点、金賞3点、銀賞8点、銅賞12点、この他に審査委員特別賞3点が選ばれる。

#### 審査委員
審査委員はダイレクトマーケティング界で代表的な人物によって構成される。審査委員一覧

#### 受賞の傾向
年々、インターネットとの連携、バリアブル印刷の活用が進んでおり、また、ダイレクトマーケティングの理論を背景にするものが上位を占めるようになっており、受賞はかなりハードルが高くなってきている。

##### 関連書籍
事例で学ぶ 成功するDMの極意―全日本DM大賞年鑑 2011（宣伝会議、2011年）ISBN 978-4883352470

## ダイレクトメールの利点
絞られたターゲットへ直接広告メッセージを送ることが出来ること。レスポンス率、CPR、CPOと言ったコスト効果の検証を正確に行うことが出来ること。形状が自由であること。
絞られたターゲットとは、最近ではデータベースより抽出される。以前はRFMが主要な方法であったが、デシル分析やROI（投資収益率）を加味したゲインチャートによる抽出も代表的な方法である。最近ではデータマイニングも用いられる。
コスト効果とは、ターゲット母数が明確であるため、1円単位での計測が可能である。この点は視聴率、発行部数と言ったマスマーケティングの広告評価とは大きく異なる。顧客生涯価値（LTV）の計測により、永続的な対顧客コミュニケーションが可能となる。
形状が自由であるというのは、メッセージの量に限界が無いことを意味する。紙を折って広げられるようにしたり、サンプルを送付したり、香り、音声なども伝えられる。QRコードを印刷することによりインターネットや携帯電話用のコンテンツとの連携を図ることも出来る。

## ダイレクトメールにまつわる問題
ダイレクトメールを送付しての販売行為は通信販売にあたるため、日本では特定商取引法により幾つかの決まりことが適用される。これには虚実の内容を記載したり、あるいは誤解を招く表現や販売目的を隠しての勧誘などが禁じられている。しかし、悪徳商法の多くでは、「プレゼントが当たりました」や「特別優待」の形で、実際には商品を売り付けたりするようなプレゼント商法的な行為も横行している。
また、特殊詐欺のような実質的な犯罪行為でも、その前駆として一般のダイレクトメール同様の「無差別郵送」を行っている。これは迷惑メールによる「アダルトサイト利用料金未払いの請求」と同種の事例が報告されており、これの類型で低金利消費者金融を装って、「返済能力をチェックするため、指定消費者金融から所定金額を借り、指示先に送金して欲しい」とする融資詐欺 (俗に「保証金詐欺」とも) 事例も報じられており、近年では特殊詐欺の関係で偽名口座の開設が難しくなった関係で、エクスパックや普通郵便で送金させるという事例も報じられており、2005年頃から同種被害が相次いだ愛知県では、愛知県警が警戒を呼びかけている。
この他には名簿業者が名簿の情報を売る相手は選ばない事にも絡み、これにまつわるトラブルも古くから後を絶たず、子供の進学シーズンを狙って保護者や子ども自身にダイレクトメールが大量に舞い込んだり、葬祭に絡んで遺族の元に関連業者からサービス案内が大量に届いたりするなどのケースも見られ、消費者からの苦情も少なくない。これにより何等かのサービス利用後にその名簿が名簿業者の手に渡り、さらにダイレクトメール業者や悪徳商法や詐欺による悪用を防ぐ意図もあり、個人情報の適正な取り扱いが求められ、日本における個人情報保護法などの法整備が進んでいる。
さらに、ダイレクトメールは大量に送るため、ゆうメールやメール便のような、大口契約によって大幅に割引となる配達サービスが使われる。もちろんこれには何の問題もないが、2009年にはさらに送料を下げようとして、心身障害者の団体を介して、本来それらの団体が使うための低料第三種郵便物をダイレクトメール用に不正利用していた事件が発覚し、社会問題となった。

## 関連団体
- 社団法人日本ダイレクト・メール協会